# Horváth Ferenc (labdarúgó, 1946)
Horváth Ferenc (Salgótarján, 1946. október 13. – 2017.) bajnoki bronzérmes labdarúgó, csatár.

## Pályafutása
Családja 1950-ben költözött Petőfibányára. Itt lett igazolt játékos. A Petőfi Bányai Bányász első csapatában 1961-ben mutatkozott be. Katonai szolgálata alatt 1965-től a Hatvani Honvédban szerepelt. 1968–1977 között a Salgótarjáni BTC labdarúgója volt. 1968. április 21-én mutatkozott be az élvonalban a Videoton ellen, ahol 2–2-s döntetlen született. Az élvonalban 233 bajnoki mérkőzésen 39 gólt szerzett. Részese volt a Salgótarjáni BTC legnagyobb sikerének, az 1970–71-es bajnoki bronzérem megszerzésének. 1978-tól a Nagybátonyi Bányász játékosa lett.
Edzőként dolgozott Karancslapujtőn és az SBTC utánpótlásánál.

## Sikerei, díjai
- Magyar bajnokság
  - 3.: 1971–72